# ExFAT
A Microsoft cég a Windows Vista SP1 megjelenésével egy új fájlrendszert vezetett be. Az Extended File Allocation Table (röviden exFAT) a FAT32 fájlrendszer utódja. Az új exFAT bizonyos helyzetekben jobb választás, mint az NTFS.

## A FAT32 hátrányai
- Alapértelmezés szerint csak maximum 32 GB-os lemezeket formázhatunk FAT32-re. Külső szoftverek ezt áthidalhatják, ám nem ajánlott.
- A maximális fájlméret 4GB.
- A töredezettségmentesítés és szabadterület-kalkulációk nagyon erőforrásigényesek lehetnek a méretesebb lemezeken.
- Egy FAT32 mappa csak bizonyos számú almappát és fájlt tartalmazhat (összesen 65536 bejegyzést). Egy-egy almappa vagy fájl több bejegyzést is lefoglalhat magának (függ a fájlnevének hosszától).

## Az ExFAT előnyei
- A fájlméret korlátozásban az 512 terabájt az ajánlott, de 64 zettabájt az elméleti maximum
- A formázás és mappatartalom-limitálást eltörölték.
- A HPFS mintájára, az exFAT is "free space bitmap" táblát használ a szabad területek villámgyors lefoglalásához, így gyorsítva a fájlműveleteket.
- A HTFS mintájára támogatja az Access Control List (ACL)-t, melynek segítségével különböző fájlrendszer-jogosultságok használhatók. (Az SP1 még nem támogatja.)
- MAC OS X támogatás

## Az ExFAT hátrányai
- A Windows Vista SP1 előtti operációs rendszerek nem támogatják (kiegészítés: a Windows XP rendszerhez letölthető egy frissítés, amely alkalmassá teszi a rendszert az exFAT használatára).
- ReadyBoost inkompatibilis. / A Windows 7 már támogatja.

Egyelőre az exFAT-ot nem használhatjuk merevlemezek formázására, ezért még nem veszélyezteti az NTFS népszerűségét. Ajánlott viszont flash memóriák vagy más külső eszközök esetében alkalmazni, mivel az NTFS ezen a területen gyengébb. A Windows Vista képes a pendrive-ok FAT, exFAT és NTFS fájlrendszereinek kezelésére, de a ReadyBoost nem kompatibilis az exFAT fájlrendszerrel.
Mindkét FAT alapvetően egyszerű rendszer, ezért pendrive-oknál érdemes FAT fájlrendszert használni. Hogy FAT32 vagy exFAT, az függ a körülöttünk lévő számítógépek operációs rendszereitől, hisz utóbbit csak a Windows Vista SP1 és a Windows 7 támogatja/olvassa. Az NTFS - összetettsége miatt - több erőforrást igényel, mint a FAT.